# 萨克森三角城市群
萨克森三角指的是主要由德国萨克森州的三座城市：开姆尼茨-茨维考，德累斯顿和莱比锡-哈雷及周边地区为主体组成的城市群，同时包括了图林根州和萨克森-安哈特州的一小部分地区。它是十一个德国大都市区中唯一完全位于前东德地区的一个。